# Zahnfarbbestimmung

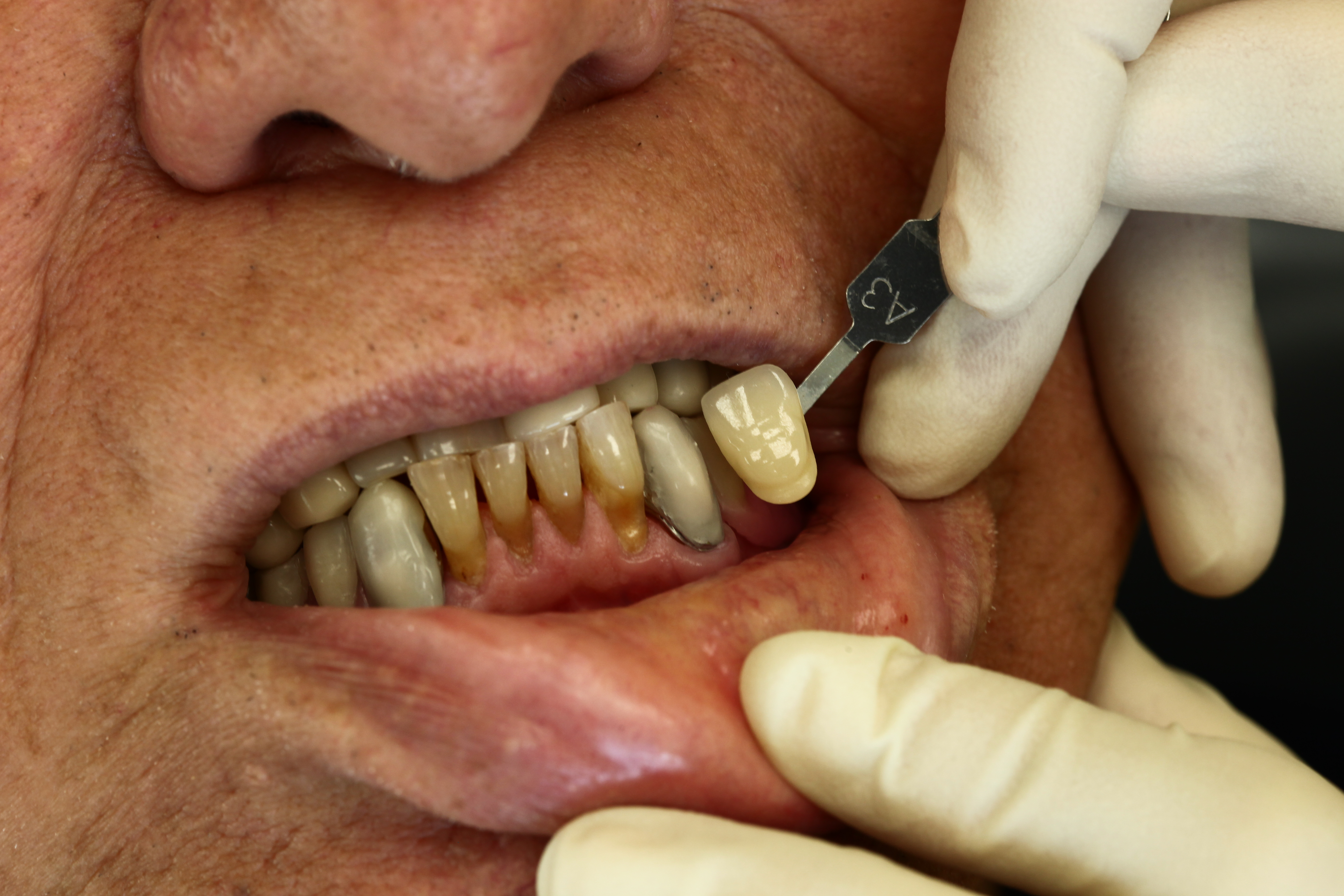
Bestimmung der Zahnfarbe

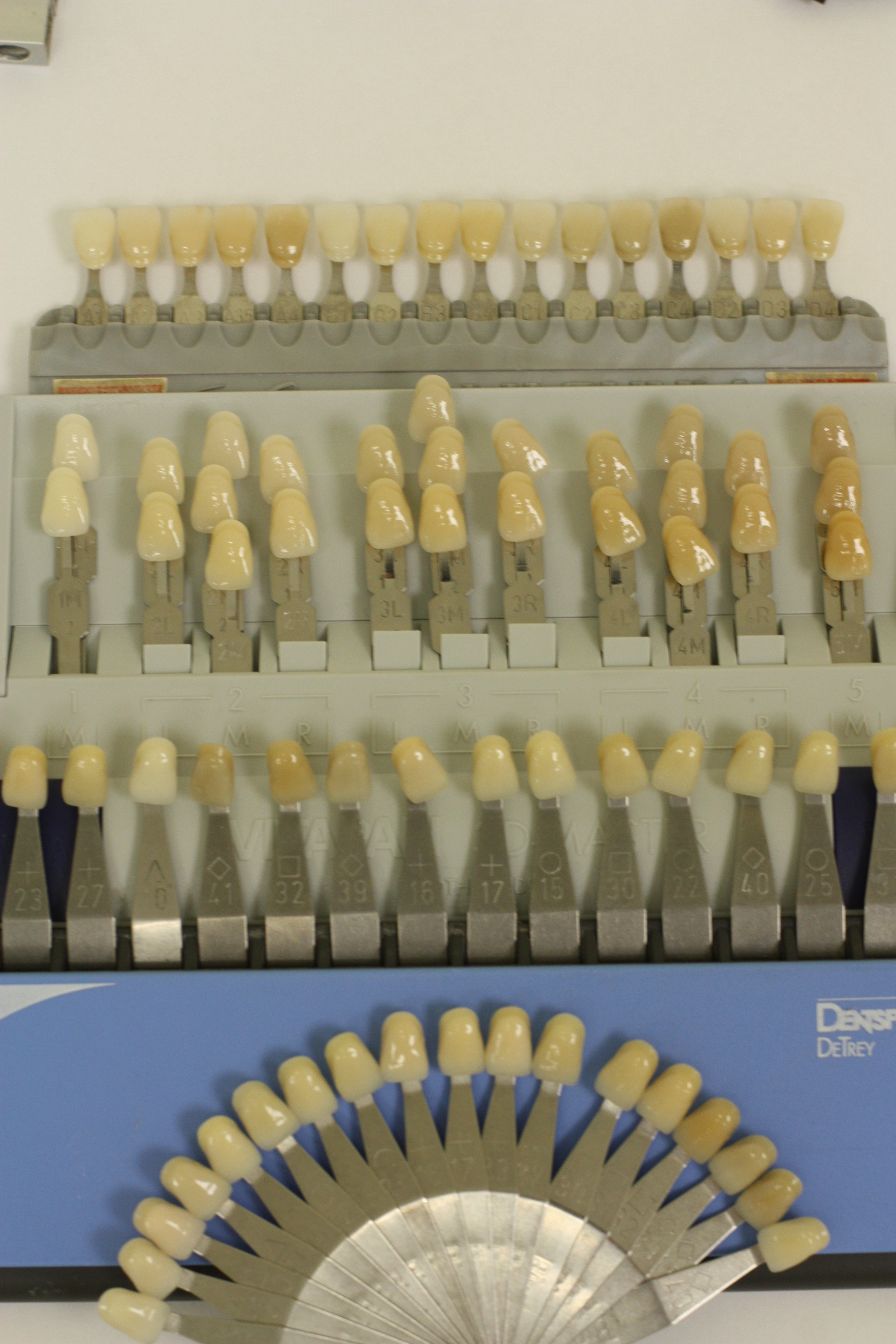
Verschiedene Farbringe: (von oben) VITA-Farbring, VITA System 3D Master; Bio-Farbring und nochmals Bio-Farbring

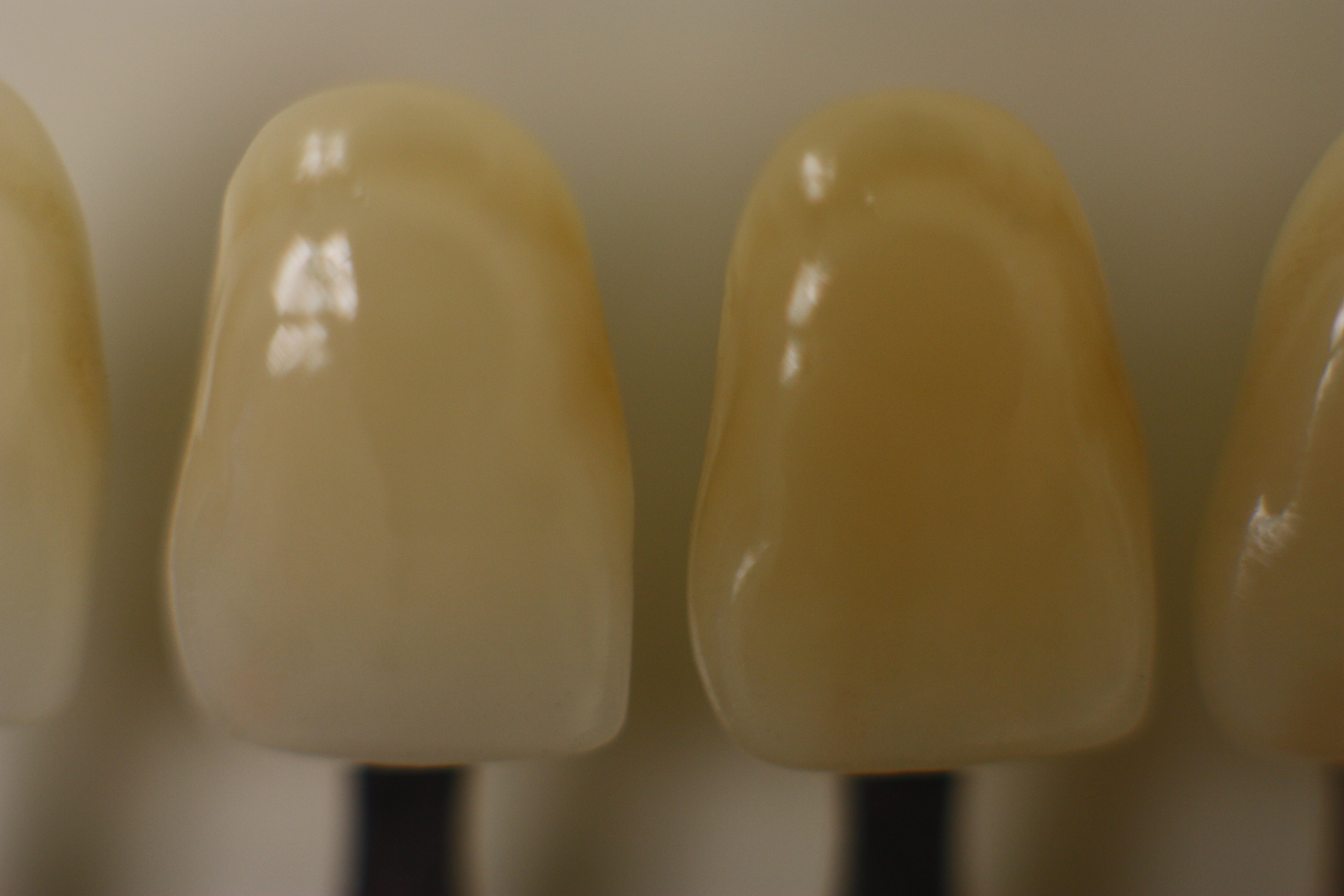
Detail aus einem Farbring

Durch eine Zahnfarbbestimmung, auch Farbnahme, wird vom Zahnarzt bzw. Zahntechniker die individuelle Zahngrundfarbe eines Patienten bestimmt. Dies erfolgt zum Beispiel, um Zahnersatz farblich abgestimmt auf die übrigen Zähne eines Patienten anzufertigen oder die farbliche Entwicklung im Rahmen einer Zahnaufhellung zu verfolgen.
Die konventionelle Farbbestimmung erfolgt mithilfe sogenannter Farbringe bzw. -skalen, die mit Farbmustern versehen sind und dem visuellen Farbabgleich dienen. Die Zusammenstellung der Farbmuster entspricht traditionell den am häufigsten in der Natur vorkommenden Zahnfarben, welche empirisch ermittelt wurden. 
1998 wurde ein System eingeführt, das eine systematische Farbbestimmung ermöglicht und den gesamten natürlichen Zahnfarbraum gleichmäßig abdeckt. Mit den entsprechenden Farbskalen erfolgt eine schrittweise Bestimmung der Zahngrundfarbe gemäß den drei Farbdimensionen Helligkeit, Farbintensität und Farbton, die den menschlichen Farbeindruck bestimmen. Des Weiteren kann die Zahnfarbe heute mit optoelektronischen Farbmessgeräten, beispielsweise Spektralfotometern, festgestellt werden.
Sowohl die konventionelle, also die sogenannte subjektiv-visuelle Zahnfarbbestimmung als auch die objektivierte Zahnfarbmessung werden jedoch durch viele Faktoren beeinflusst. Die systematische Erkundung des komplexen Zusammenwirkens diverser Einflussfaktoren, Effekte und Phänomene auf die dentale Farbentstehung und Bestimmung ist derzeit Grundlage intensiver wissenschaftlicher Forschungen.[1,2,3]